# Arbeitsgericht München

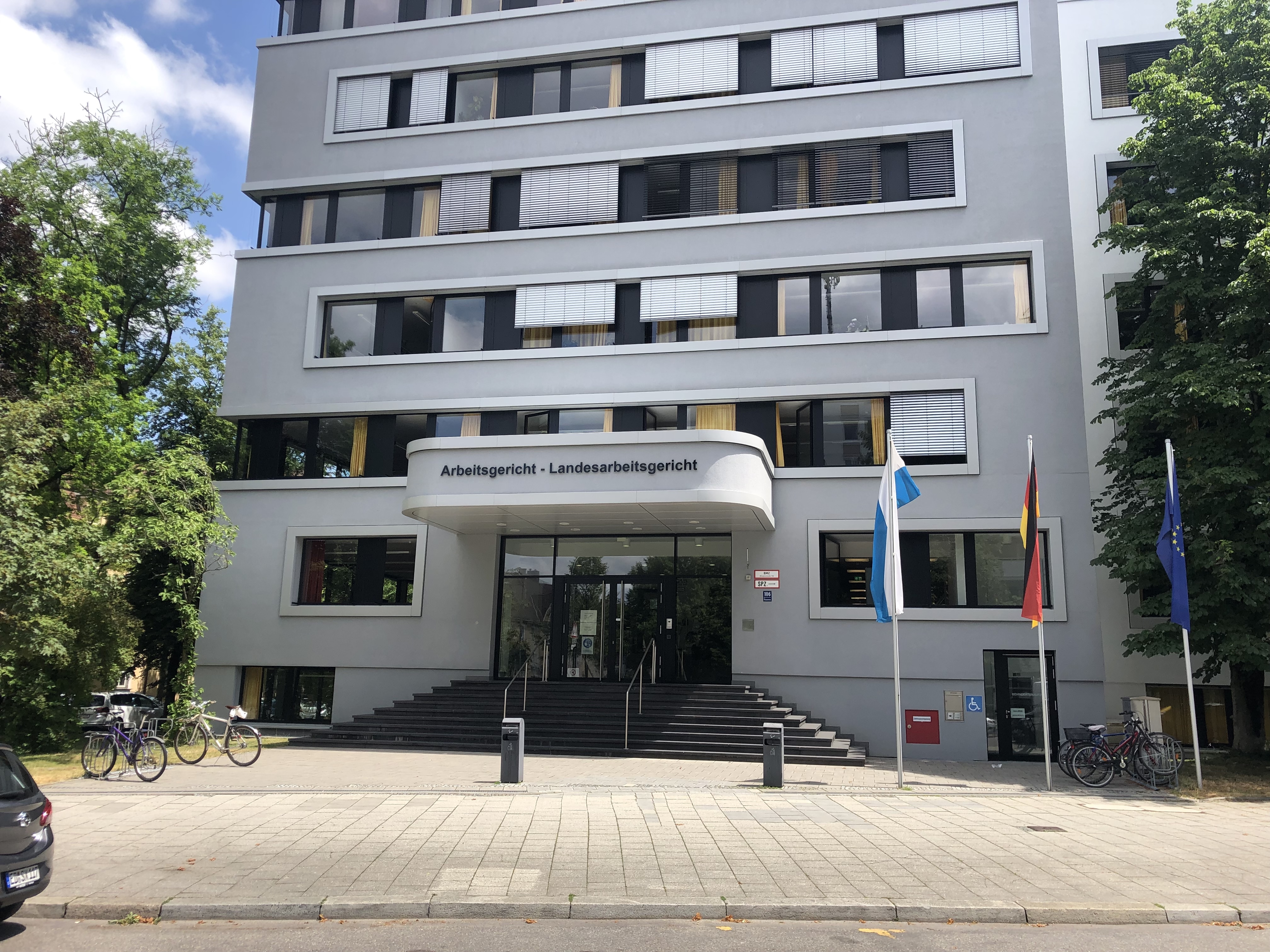
Arbeitsgericht München seit Mai 2014

Das Arbeitsgericht München ist ein Gericht der Arbeitsgerichtsbarkeit und eines von elf Arbeitsgerichten im Freistaat Bayern.

## Gerichtssitz und -bezirk
Das Gericht hat seinen Sitz in München. Es ist zuständig für die Amtsgerichtsbezirke Dachau, Ebersberg, Erding, Freising, Fürstenfeldbruck, Landsberg/Lech, Miesbach, München, Starnberg und Wolfratshausen. Es unterhält Außenkammern in Ingolstadt (Amtsgerichtsbezirke Ingolstadt, Pfaffenhofen/Ilm und Neuburg/Donau) und Weilheim (Amtsgerichtsbezirke Weilheim und Garmisch-Partenkirchen). Dazu kommen noch Gerichtstage in Freising, Garmisch-Partenkirchen und Holzkirchen.

## Gerichtsgebäude
Das Gericht ist seit Anfang Mai 2014 in der Winzererstraße 106 im selben Haus wie das Landesarbeitsgericht untergebracht. Zuvor befand es sich im benachbarten Gebäude Winzererstraße 104.

## Organisation
Präsident des Arbeitsgerichts ist Hans Dick.

## Instanzenzug
Rechtsmittelgericht für das Arbeitsgericht München ist das Landesarbeitsgericht München.

## Geschichte
Gemäß Arbeitsgerichtsgesetz vom 23. Dezember 1926 wurden in Deutschland Arbeitsgerichte gebildet. Diese waren nur in der ersten Instanz organisatorisch selbstständige Gerichte, die Landesarbeitsgerichte waren den Landgerichten zugeordnet. Am Landgericht München I entstand so 1927 das Landesarbeitsgericht München als eines von 23 Landesarbeitsgerichten in Bayern. In München entstand das Arbeitsgericht München als eines von 14 Arbeitsgerichten des Landesarbeitsgerichts. Sein Sprengel umfasste die Gerichtsbezirke der Amtsgerichte Erding und Starnberg. Es bestand eine allgemeine Kammer für Arbeiter und Angestellte und eine Kammer für das Handwerk. Daneben bestand eine Kaufmännische Angestelltenkammer für den Landesarbeitsamtsbezirk, eine Angestelltenkammer für den Landesarbeitsamtsbezirk, eine Eisenbahnfachkammer für den Direktionsbezirk der Reichsbahndirektion München, eine Bergarbeiterkammer (auch für die Arbeitsgerichte Miesbach, Weilheim und Schongau), und eine Hausgeh.-Kammer für den Arbeitsgerichtsbezirk.
Bereits 1929 wurde die Zahl der Arbeitsgerichte deutlich reduziert. Der Sprengel des Arbeitsgerichts München wurde um das Gebiet des Amtsgerichts Wolfratshausen erweitert, da das Arbeitsgericht Wolfratshausen aufgehoben wurde.
Nach der Besetzung Deutschlands durch die Alliierten wurden 1945 zunächst alle Gerichte geschlossen. Die ordentlichen Gerichte wurden schon bald wieder eröffnet, während die Arbeitsgerichte zunächst nicht wieder eingerichtet wurden, so dass arbeitsgerichtliche Streitigkeiten von den ordentlichen Gerichten erledigt werden mussten. Gemäß Kontrollratsgesetz 21 vom 30. März 1946 sollten in Deutschland Arbeitsgerichte aufgebaut werden. Mit dem bayerischen Vollzugsgesetz vom 6. Dezember 1946 richtete das Staatsministerium für Arbeit und Sozialordnung am 30. Januar 1947 die Arbeitsgerichte wieder ein. Das Arbeitsgericht Wolfratshausen entstand dabei neu.